# Liste der Fließgewässer im Flusssystem Dhünn

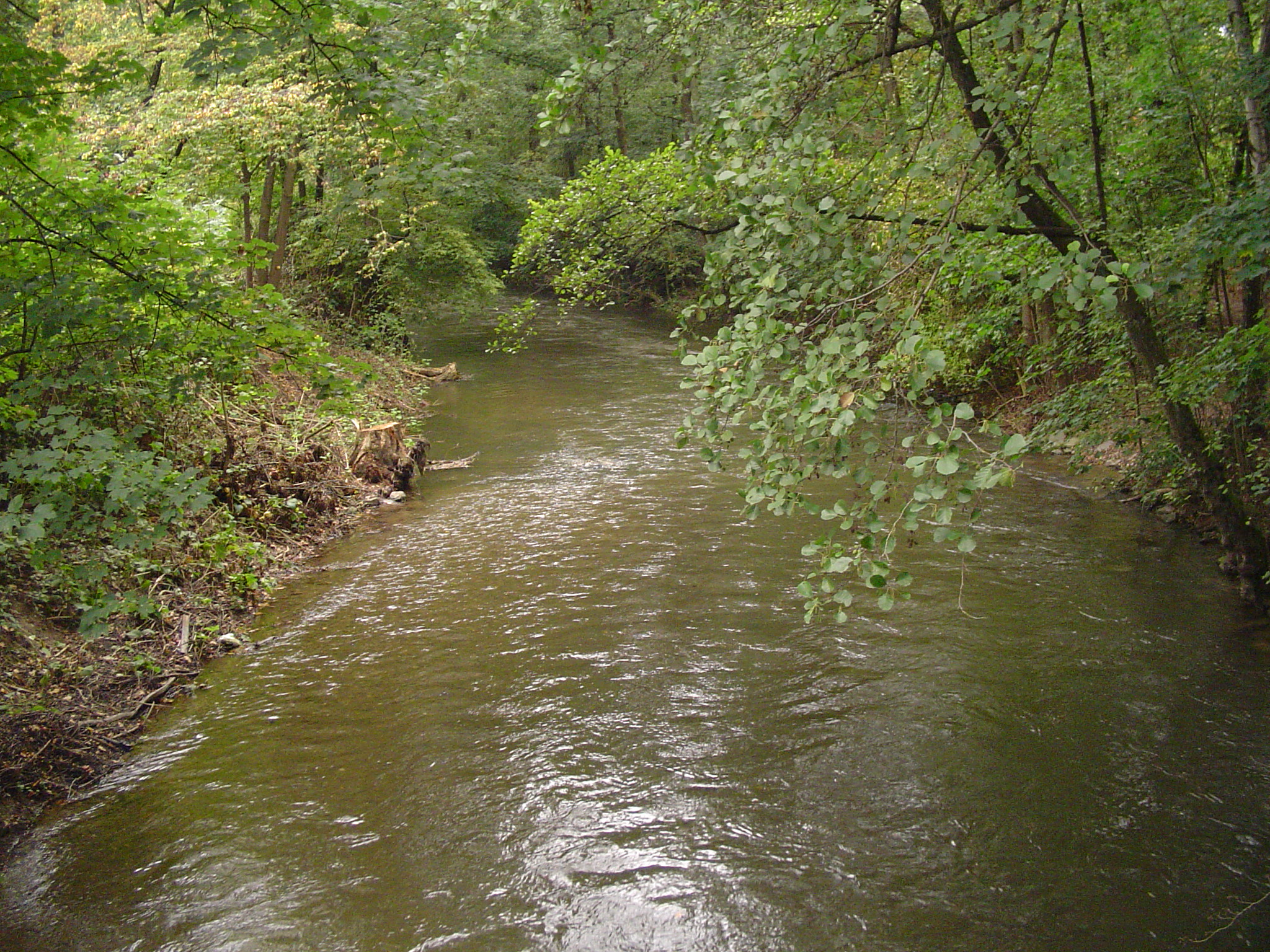
Die Dhünn bei Leverkusen

Die Liste der Fließgewässer im Flusssystem Dhünn umfasst alle direkten und indirekten Zuflüsse der Dhünn (inklusive der Quellflüsse), soweit sie namentlich im FlussGebietsGeoinformationsSystem des Wupperverbandes aufgeführt sind. Namenlose Zuläufe und Abzweigungen werden nicht aufgeführt. Die Längenangaben werden auf eine Nachkommastelle gerundet. Die Fließgewässer werden jeweils flussabwärts aufgeführt. Die orografische Richtungsangabe bezieht sich auf das direkt übergeordnete Gewässer. Teilflusssysteme mit mehr als 20 Fließgewässer werden in eine eigene Liste ausgelagert (→ Flusssystem).

## Dhünn
Die Dhünn ist ein etwa vierzig Kilometer langer linker Zufluss der Wupper. Sie entsteht aus dem Zusammenfluss ihrer beiden Quellflüsse Große und Kleine Dhünn. Sie hat ein Einzugsgebiet von 197,72 km².

## Zuflüsse
Direkte und indirekte Zuflüsse (inklusive der Quellflüsse) der Dhünn
- Große Dhünn (linker Quellfluss), 11,0 km → Flusssystem
- Kleine Dhünn (rechter Quellfluss), 7,8 km → Flusssystem
- Heidbuschdelle (rechts), 0,9 km
- Oberstockberger Bach (links), 1,7 km
  - Meißwinkeler Bach (rechts), 0,7 km
- Eisenkauler Bach (links), 2,3 km
  - Eisenkauler Siefen (rechts), 0,1 km
  - Quellen bei Richerzhagen (Oberer Arm) (links), 0,2 km
    - Quellen bei Richerzhagen (Unterer Arm) (links), 0,2 km

  - Richerzhagener Siefen (links), 0,2 km
  - Eibergsiefen (rechts), 0,2 km
  - Vierssiefen (links), 0,4 km
- Frenkhauser Bach (rechts), 2,8 km
  - Kleinfrenkhausener Bach (rechts), 0,8 km
  - Hülzbergbach (rechts), 0,3 km
  - Siefen am alten Kirchweg (links), 0,2 km
  - Hülzbergsiefen (rechts), 0,2 km
  - Hundhagener Bach (rechts), 0,9 km
- Malsberger Bach (rechts), 1,3 km
- Schaffeldsiefen (rechts), 0,7 km
- Forthausener Bach (rechts), 1,4 km
  - Sondertorsiefen (rechts), 0,3 km
- Richerzhagener Bach (links), 2,2 km
  - Petersfelder Siefen (rechts), 0,5 km
    - Viersbach (rechts), 0,2 km

  - Mühlenbuchener Siefen (rechts), 0,5 km
- Osbach (links), 3,4 km
  - Wehrkotter Delle (links), 0,5 km
  - Knappstockberger Siefen (rechts), 0,3 km
  - Kleinheider Bach (rechts), 1,5 km
    - Sommericher Siefen (rechts), 0,4 km
      - Sommericher Delle (rechts), 0,3 km

    - Grippekottener Bach (links), 0,3 km

  - Ortgener Siefen (links), 0,6 km
  - Großeheider Siefen (links), 1,3 km
    - Heidberger Siefen  (links), 0,3 km
    - Großeheider Delle  (links), 0,4 km
    - Eichholzer Bach  (links), 0,6 km
    - Breibach  (links), 0,5 km
    - Rupenberger Bach (links), 0,3 km
- Rupenbergsiefen  (links), 0,7 km
- Sondernsiefen (rechts), 0,7 km
- Lindscheider Siefen (rechts), 0,2 km
- Kümpberger Siefen (links), 0,4 km
- Strönker Siefen (links), 0,4 km
- Bömericher Bach (links), 1,7 km
  - Bömericher Delle (rechts), 0,5 km
  - Eichholzbach (rechts), 0,6 km
  - Knechsiefen (rechts), 0,6 km
  - Bömericher Siefen (links), 0,1 km
  - Siefen am Steinbruch (links), 0,1 km
  - Kochshofer Siefen (links), 0,3 km
  - Bömberger Siefen (rechts), < 0,1 km
  - Bömberger Bach (rechts), 0,2 km
- Emmericher Siefen (rechts), 0,2 km
- Heinrichsberger Siefen (links), 0,2 km
- Linnefe (rechts), 5,1 km → Flusssystem
- Kochshofer Bach (links), 0,6 km
  - Hierscheider Siefen (links), 0,4 km
- Steinhauser Quellen (rechts), 0,4 km
- Hanielsbach (rechts), 0,6 km
- Limmringhauser Bach (rechts), 0,9 km
- Helenentaler Bach (links), 0,4 km
- Breitenbach (rechts), 0,7 km
- Auer Siefen (links), 0,3 km
- Hasselssiefen (links), 1,4 km
  - Comber Siefen (links), 0,4 km
  - Grimberger Siefen (links), 0,5 km
  - Großgrimberger Bach (rechts), 0,4 km
  - Schmeisiger Delle (links), 0,4 km
  - Moderholzer Siefen (links), 0,3 km
- Springsiefen (links), 0,4 km

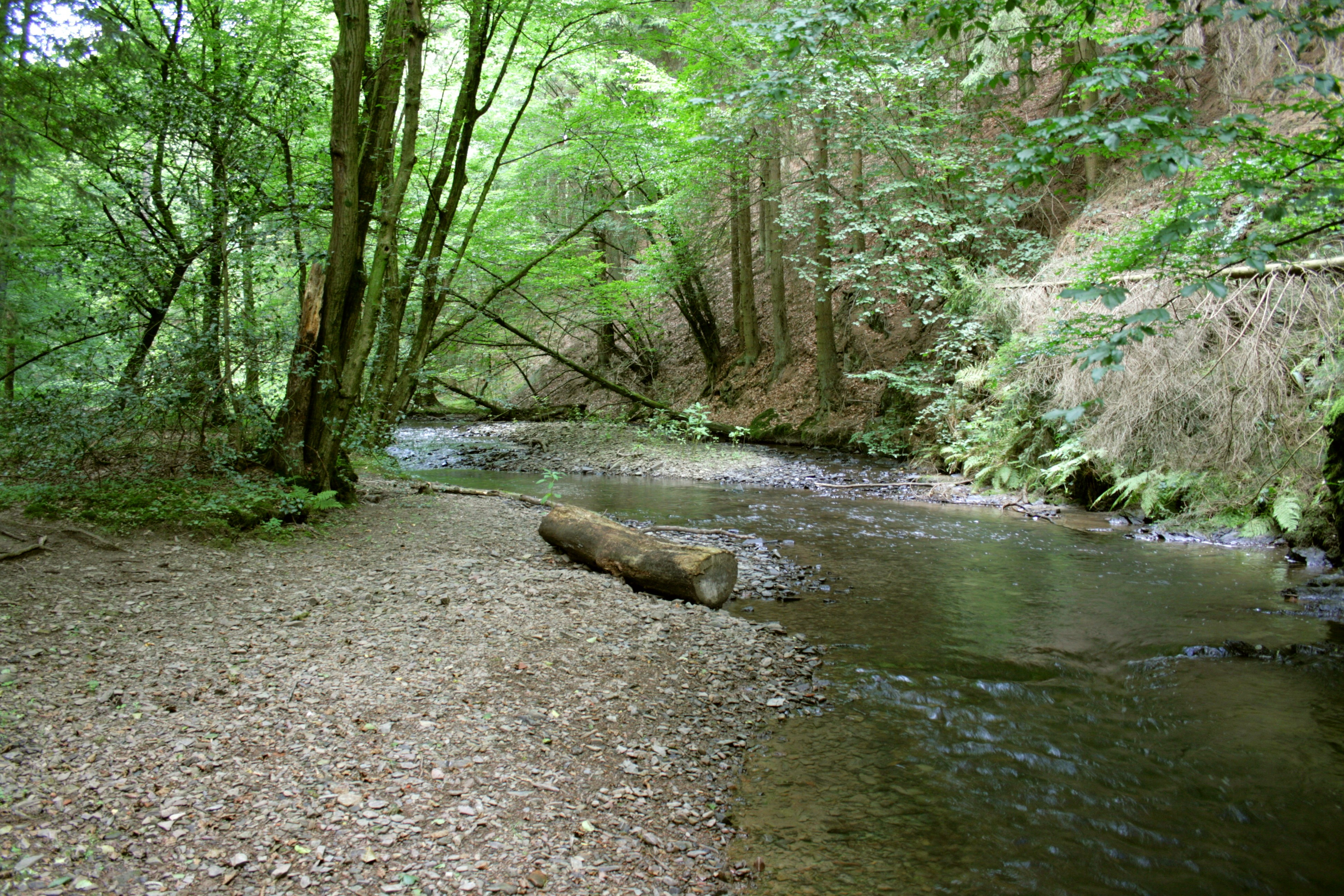
Der Eifgenbach

- Eifgenbach (rechts), 20,5 km → Flusssystem
- Gräfenberger Bach (rechts), 0,5 km
- Gräfenbergsiefen (rechts), 0,5 km
- Schulbergsiefen (rechts), 0,7 km
- Schmerzberger Siefen (links), 0,4 km
- Porzbergsiefen (rechts), 0,7 km
- Pfengstbach (links), 3,9 km
  - Unterbreidbach (rechts), 0,5 km
    - Oberbreidbach (links), 0,3 km

  - Breidbacher Siefen (rechts), 0,7 km
  - Winkelhauser Siefen  (links), 0,7 km
    - Großspezarder Siefen 1 (links), 0,2 km
      - Großspezarder Siefen 2 (links), 0,2 km

  - Kleiner Siefen (rechts), 0,3 km
  - Backesberger Bach (links), 0,8 km
  - Daubensiefen (rechts), 1,0 km
    - Schickberger Siefen (rechts), 0,3 km

  - Schmeisigbach (rechts), 0,5 km
  - Hofenbach (links), 0,7 km
    - Hofensiefen (rechts), 0,2 km

  - Oberer Bülsberger Bach (links), 0,5 km
- Bülsberger Bach (links), 0,6 km
- Unterer Bülsberger Siefen (links), 0,5 km

- Hortenbach (links), 1,9 km

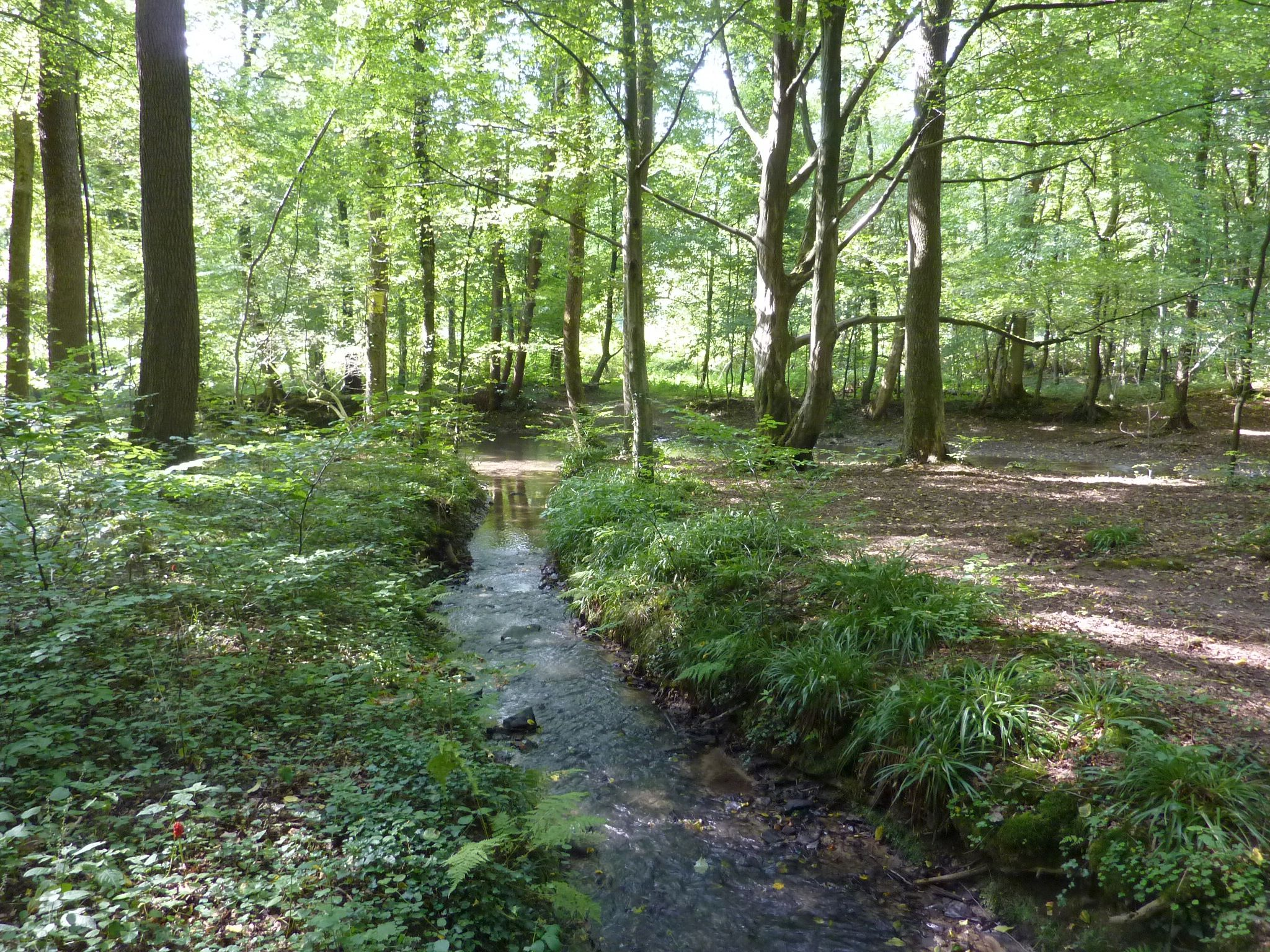
Der Hortenbach

  - Hortenbacher Siefen  (links), 1,6 km
    - Unterhortenbacher Delle (rechts), 0,4 km
    - Rauhensiefen (links), 0,8 km
    - Hortensiefen (rechts), 0,2 km
    - Kleiner Eichenberger Siefen (links), 0,2 km

  - Großer Eichenberger Siefen (links), 0,2 km
  - Hohebergsiefen (rechts), 0,3 km
- Holzer Bach (rechts), 1,4 km
  - Holz-Delle  (links), 0,3 km
- Jungholzer Bach (rechts), 1,3 km
  - Jungholzer Siefen (rechts), 0,3 km
- Eichbergdelle (links), 0,5 km
- Klaubergbach (links), 1,5 km
  - Kinderfelder Siefen, (rechts), 0,4 km
  - Klaubergsiefen (links), 0,8 km
- Glöbuscher Bach (rechts), 1,5 km
- Farzemicher Siefen (rechts), 0,2 km
- Steiner Siefen (rechts), 0,5 km
- Herzogenfelder Siefen (links), 0,7 km
- Scherfbach (links), 9,7 km → Flusssystem
- Hahnenberger Siefen (rechts), 0,9 km
- Dünnerhöfer Siefen (rechts), 0,3 km
- Küchenberger Siefen (links), 0,5 km
- Schwarzbroicher Bach (links), 2,5 km
  - Zubuschsiefen (links), 0,2 km
  - Kalmüntensiefen (links), 0,1 km
  - Waschbach (rechts), 1,4 km
    - Heidberger Siefen (links), 0,3 km
    - Lanzemicher Siefen (rechts), 0,4 km
- Osenauer Bach (rechts), 1,8 km
  - Wingensiefen  (rechts), 0,3 km
- Uppersberger Bach (rechts), 0,7 km
- Scharrenberger Bach (links), 1,3 km
  - Bieser Buschbach (rechts), 0,5 km

- Mittelbuschbach (rechts), 0,9 km
  - Mittelbuschsiefen (links), 0,5 km
- Rothbroicher Bach (links), 1,4 km
- Edelrather Bach  (rechts), 1,0 km
- Leimbach (rechts), 6,1 km
  - Bach von Holz (links), 0,4 km
  - Erbericher Bach (links), 0,3 km
  - Masssiefen (links), 0,6 km
  - Boddenbergsiefen (rechts), 0,2 km
  - Teitscheider Bach (links), 0,7 km
  - Schlinghofer Bach (links), 1,1 km
  - Horkenbach (links), 0,9 km
  - Höfer Graben (rechts), 0,1 km
  - Neuenhaussiefen (links), 0,2 km
  - Benscheider Bach (rechts), 0,5 km
  - Bergsiefen (rechts), 0,3 km
  - Fassbach (links), 0,3 km
- Lötzelbach  (rechts), 1,2 km

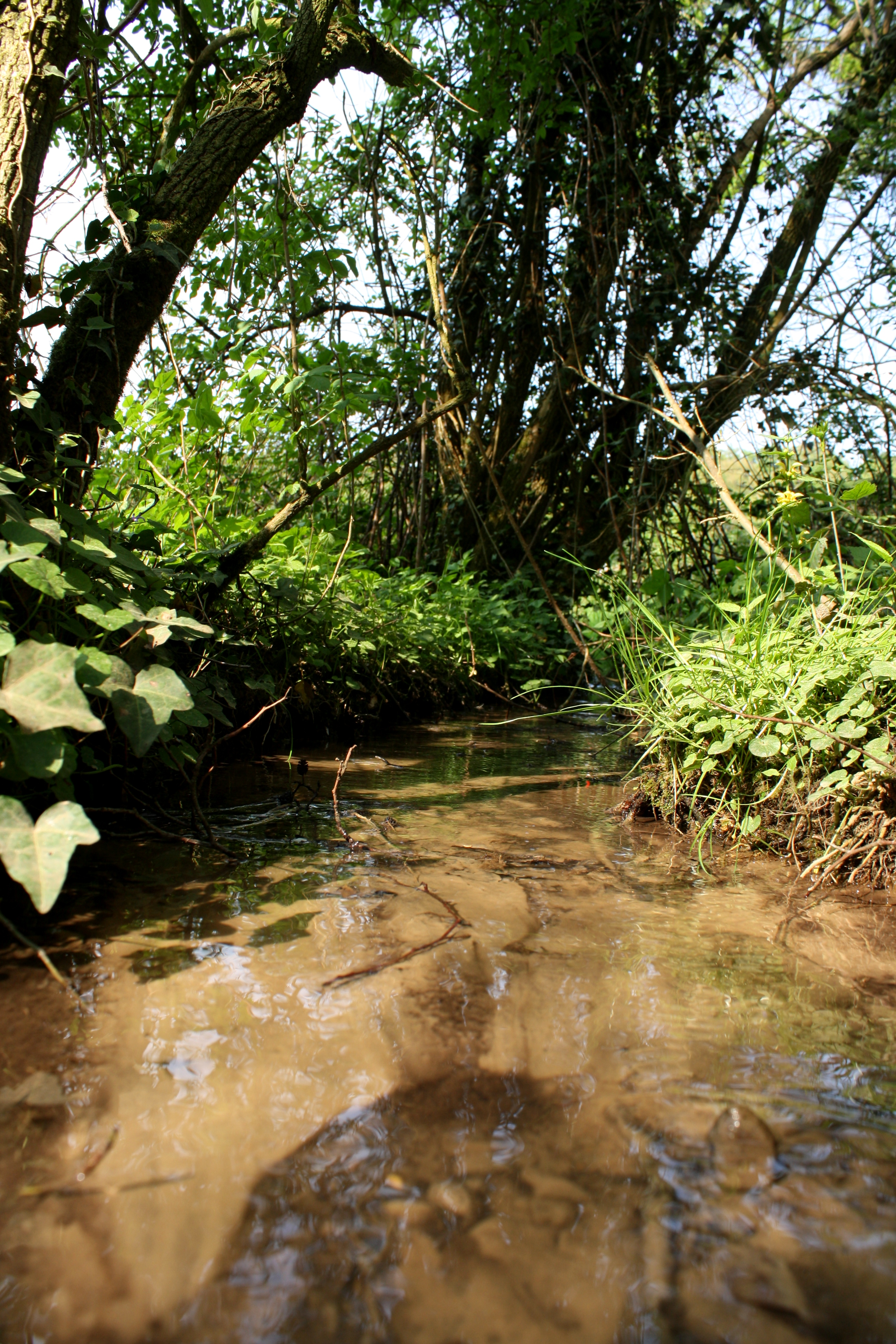
Der Mittelbuschbach

- Ophover Mühlenbach (rechts), 4,6 km
  - Jüchbach (rechts), 0,3 km
  - Fuskaulbach (links), 0,2 km
  - Driescher Bach (rechts), 2,2 km
- Bürgerbuschbach (rechts), 4,0
  - Bruchhauser Bach (links), 0,7 km
  - Kreuzbroicher Bach (links), 0,4 km
- Köttelbach (rechts), 3,9 km
  - Holzer Bach (links), 0,7 km
  - Wiesenbach (rechts), 0,1 km
  - Mönchsbach (rechts), 0,4 km
  - Blankenburger Bach (links), 1,6 km
  - Landsbergbach (links), 2,0 km
- Mutzbach (links), 15,1 km
  - N.N. (Mutzerfeld, rechts), 0,1 km
  - Mutzsiefen (rechts), 0,5 km
  - N.N. (Nußbaum, links), 0,1 km
  - N.N. (Borngasse, links), 0,4 km
  - N.N. (Haus Blegge, links), 0,4 km
  - N.N. (Hand, links), 0,4 km
  - N.N. (Diepeschrath, links), 0,4 km
  - Mühlengraben (rechts), 0,7 km
  - Weidenbach (rechts), 3,1 km
    - Fronnenbroicher Bach (rechts), 0,4 km
    - Lubuscher Siefen (rechts), 0,7 km
    - Huferweger Bach (rechts), 0,6 km

  - N.N. (Stadtwald Bergisch Gladbach, links), 1,3 km
  - N.N. (Klostereichen, links), 0,4 km
  - Katterbach (rechts), 4,0 km,
    - Schüllensbuscher Siefen (rechts), 0,4 km
    - Plackenbroicher Bach (rechts), 0,9 km

  - Hoppersheider Bach (rechts), 1,9 km
    - Nittumer Bach (rechts), 0,9 km, rechtsseitig.
    - Hommelsgraben (rechts), 1,1 km, rechtsseitig.[1]

  - Mutzsiefen (rechts), 0,5 km
  - Weidenbach (rechts), 3,1 km
    - Huferweger Bach (rechts), 0,6 km